# Маллардит
Малардит (рос. маллардит; англ. mallardite; нім. Mallardit m) — мінерал, семиводний сульфат манґану острівної будови.

## Загальний опис
Хімічна формула: Mn[SO4]•7H2O.
Містить (%): MnO — 25,63; SO3 — 28,88; H2O — 45,49.
Сингонія моноклінна.
Вид призматичний.
Утворює волокнисті маси і кірочки.
Штучні кристали таблитчасті по (001).
Спайність по (001) ясна.
Густина 1,846.
Твердість ≈ 2.
Колір блідо-рожевий.
Блиск скляний.
Продукт окиснення манґанових мінералів у руднику Люкі-Бой (штат Юта, США). Знайдений у асоціації з манґановим мелантеритом.
Рідкісний.
За прізвищем французького кристалографа Е.Маллара (E.Mallard), A.Carnot, 1879.